# Birgit Schlyter
Birgit Schlyter, född (Nilsson) 7 september 1950 i Umeå, är en svensk språkvetare och prof. em. i Centralasienstudier vid Stockholms universitet.

## Biografi
Birgit Schlyter disputerade 1985 vid Stockholms universitet på avhandlingen Case Marking Semantics in Turkish – ett studium i grammatisk teori och det språkliga uttryckets referentiella och gestaltande kapacitet. I senare forskning har Schlyter arbetat med sociolingvistiska frågor rörande mångspråkighet, språkpolitik och människors identifiering med och lojalitet till ett språk i relation till den samhällsutveckling som de omfattas av. Fokus har legat på centralasiatiska turkspråk, såsom uzbekiska, karakalpakiska och uiguriska. Under åren 2005–2008 var hon gästprofessor och affilierad forskare vid den uzbekiska vetenskapsakademien i Tashkent.
Schlyter har haft en framträdande roll i uppbyggnaden av Centralasienstudier som en ny akademisk disciplin i Sverige efter Sovjetunionens och östblockets upplösning. Som landets första professor i Centralasienstudier vid Stockholms universitet från 2009 till pensioneringen 2018 utarbetade hon kursprogram i det nya ämnet till och med masternivå, och hon ledde flera internationella samarbetsprojekt med stationering i såväl Stockholm som Istanbul, där hon 2012–2014 var chef och forskningsledare för Svenska Forskningsinstitutet i Istanbul och 2015–2017 affilierad forskningsprofessor vid Boğaziçi (Bosphorus) University.
Som senior forskare har Birgit Schlyter slutfört manuskriptet till ett historiskt uigurisk-engelskt lexikon av den svenske turkologen Gunnar Jarring
 samt medverkat i ett bokprojekt om ett svenskt konstnärskap (Anna Cassel) präglat av tidig 1900-talsesoterism.